# ستسو سگاوا
ستسو سگاوا (انگلیسی: Setsuo Segawa؛ زادهٔ ۱۶ ژوئن ۱۹۶۸) بوکسور اهل ژاپن بود.